# Sergei Ivanovich Mosin
Sergey Ivanovich Mosin (tiếng Nga: Серге́й Ива́нович Мо́син, 2 hoặc 14 tháng 4 năm 1849 - 8 tháng 2 năm 1902) là một thiếu tướng công binh của quân đội đế quốc Nga, người đã thiết kế súng trường kiểu 1891 ("трёхлинейная винтовка образца 1891 года") hay còn gọi là súng trường Mosin.

## Tiểu sử

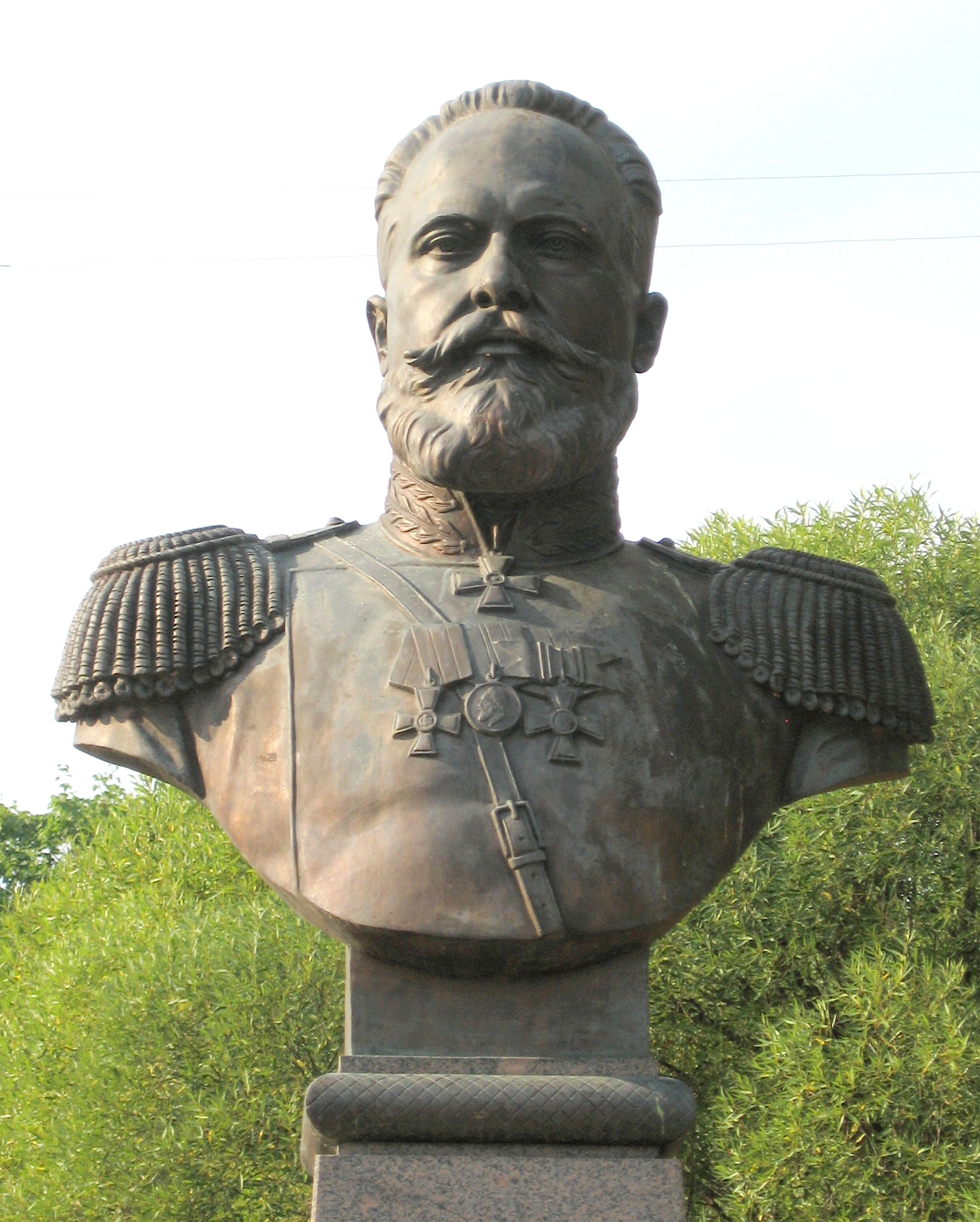
Tượng bán thân Mosin tại Sestroretsk, Nga.

Sergey Ivanovich Mosin sinh năm 1849 tại Ramon, Voronezh thuộc đế quốc Nga, con của ông Ivan Ignatievich Mosin (1810 - 1890), một quân nhân, và bà Feoktista Vasilievna, một nông dân địa phương. Bà Feoktista mất năm 1853 sau khi sinh đứa con trai thứ hai là Mitrofan.
Sergey theo học tại trường quân sự lúc 12 tuổi và ông là một học viên xuất sắc. Năm 1867 ông theo học trường Trung cấp quân sự Alexandrovskoye ở Moskva. Năm 1870 ông tốt nghiệp trường Alexandrovskoye và theo ngành pháo binh ở Học viện Pháo binh Mikhailovskoye. Ông tốt nghiệp trường Mikhailovskoye năm 1875 và sau đó phục vụ trong xưởng quân khí Tula, đứng đầu bộ phận gia công cơ khí.
Tại Tula, Mosin đã tham gia cải thiện thiết kế súng trường Berdan. Ông cũng là người thiết kế súng trường kiểu 1891 hay còn gọi là "súng trường Mosin". với một số chi tiết được cho là áp dụng từ mẫu thiết kế của Léon Nagant. Súng trường Mosin trở thành vũ khí tiêu chuẩn cho bộ binh Nga và Liên Xô về sau; sau thế chiến thứ hai súng được sản xuất ở nhiều quốc gia như Ba Lan, Hungary, hay CHND Trung Hoa.
Mosin sau đó được thăng dần lên cấp thiếu tướng và năm 1894 là Chủ nhiệm của xưởng quân khí Sestroretsk. Ông mất ngày 8 tháng 2 năm 1902 và được mai táng tại nghĩa trang Sestroretskoye ở St. Peterburg.
Trong cuộc đời quân ngũ Mosin không trực tiếp tham gia chiến dịch quân sự nào, ông công tác tại các cơ sở nghiên cứu và chế tạo vũ khí.

## Gia đình
Mosin yêu bà Varvara Nikolayevna Arsenyeva, một phụ nữ sống ở Tula đã có chồng và 3 con. Chồng của bà Arsenyeva ít khi ở Tula và chủ yếu giành thời gian ở Moskva và St. Peterburg.
Việc Mosin yêu bà Arsenyeva là điều bất ngờ với nhiều người vì lúc đó Mosin được xem là người chỉ say mê khoa học kỹ thuật và không có hứng thú với chuyện tình cảm "giống như một thầy tu". Hai người công khai chuyện tình cảm năm 1879 và vụ việc này đã gây rắc rối kiện tụng và luật pháp giữa Mosin và ông Arsenyev, chồng bà Arsenyeva. Cuối cùng, ông Arsenyev đồng ý ly dị với điều kiện phải nhận được bồi thường 50 ngàn rúp. Ở thời điểm đó Mosin không thể gom đủ khoản tiền như vậy, và mãi sau khi Mosin thành công trong việc thiết kế súng trường kiểu 1891 thì Mosin mới có điều kiện tài chính để kết hôn với bà Arsenyeva.
Năm 1894, Mosin trở thành chủ nhiệm xưởng quân khí Sestroretsk và ông cùng vợ và 3 con riêng cuả vợ chuyển đến Sestroretsk.

## Khen thưởng
Đế quốc Nga
- 1881 - Huân chương Thánh Anna hạng 3
- 1886 - Huân chương Thánh Vladimir hạng 4
- 1892 - Huân chương Thánh Anna hạng 2
- 1895 - Huân chương Thánh Vladimir hạng 3
- 1896 - Huy chương "Kỷ niệm sự trị vì của Hoàng đế Aleksandr Đệ tam"

Nước ngoài
- 1884 - Huân chương Thánh Aleksandra hạng 3 (Bungari)
- 1898 - Huân chương Sao vàng hạng 2 (Bukhara)

Giải thưởng
- Huy chương vàng của Học viện Pháo binh Mikhailovskaya